# Rex Sellers
Rex Sellers, född den 11 november 1950 i Nelson, är en nyzeeländsk seglare.
Han tog OS-guld i tornado i samband med de olympiska seglingstävlingarna 1984 i Los Angeles.
Han tog även OS-silver i tornado i samband med de olympiska seglingstävlingarna 1988 i Seoul.